# Dāvis Ikaunieks
Dāvis Ikaunieks (* 7. ledna 1994, Kuldīga) je lotyšský fotbalový útočník a reprezentant, od června 2018 hráč klubu FK Jablonec, od 2025 na hostování v DPMM. Jeho mladším bratrem je fotbalista Jānis Ikaunieks.

## Klubová kariéra
V lotyšské Virslīze debutoval v březnu 2012 v dresu FK Liepājas Metalurgs. V roce 2014 po zániku klubu a vzniku nástupnického týmu FK Liepāja hájil jeho barvy. V roce 2015 vyhrál s týmem ligový titul.
V létě 2016 přišel z FK Liepāja na půlroční hostování s opcí na přestup do moravského mužstva FC Vysočina Jihlava. Představitele klubu zaujal během zápasu lotyšské jedenadvacítky s českým týmem U21 v březnu 2016. Angažmá mu doporučil i krajan Kaspars Gorkšs. V 1. české lize debutoval 30. července 2016 proti FC Viktoria Plzeň a vstřelil jedinou branku svého týmu. Na vítězství to však nestačilo, Viktoria otočila skóre na konečných 1:2. V zimní pauze sezóny 2016/17 se jeho hostování v Jihlavě změnilo v trvalý přestup.
Po konci sezóny 2017/18 Ikaunieks přestoupil do klubu FK Jablonec.

## Reprezentační kariéra
Dāvis Ikaunieks působil v mládežnických reprezentacích Lotyšska včetně týmu U21.
V A-mužstvu Lotyšska debutoval 1. 6. 2016 v utkání Baltic Cupu ve městě Liepāja proti reprezentaci Litvy (výhra 2:1).